# دیلبا
دیلبا (به انگلیسی: Dilba) با نام کامل دلبهار دمیرباغ (به انگلیسی: Dilbahar Demirbağ) (زاده ۲۴ نوامبر ۱۹۷۱) خواننده سوئدی است. او اصالتاً از کردهای ترکیه است.